# MachineGames
MachineGames is een Zweeds computerspelontwikkelaar. Het bedrijf werd in 2009 opgericht door oud-werknemers van Starbreeze Studios. In 2010 werd het bedrijf verworven door ZeniMax Media.
In 2016 bracht MachineGames een verzameling nieuwe missies uit voor Quake ter viering van het twintigjarige jubileum van het spel.

## Ontwikkelde spellen
| Jaar | Titel                            | Platform                                                         |
| ---- | -------------------------------- | ---------------------------------------------------------------- |
| 2014 | Wolfenstein: The New Order       | PlayStation 3, PlayStation 4, Windows, Xbox 360, Xbox One        |
| 2015 | Wolfenstein: The Old Blood       | PlayStation 4, Windows, Xbox One                                 |
| 2017 | Wolfenstein II: The New Colossus | Nintendo Switch, PlayStation 4, Windows, Xbox One                |
| 2019 | Wolfenstein: Youngblood          | Nintendo Switch, PlayStation 4, Windows, Xbox One, Google Stadia |